# Foral de Sernancelhe
O foral de Sernancelhe foi dado em 26 de outubro de 1124, por Egas Gosendes (Egas Gundesendiz) e João Viegas (Johanne Venegas), cujo original está em latim: «Ego Egas Gundesendiz una cum filiis mei et filias et ego supranominato Johanne Venegas. Placuit nobis pro bona pacis et voluntas ut faceremus a vobis homines de Cernonceli caram qui hedificare et habitare voluerit, et illa qualiter faciant unusquisque de illis. Et hoc est foro.(…)» [Eu, Egas Gundesendiz, juntamente com os meus filhos e filhas, eu, o supranominado Joane Venegas honrei-vos pela boa vontade de paz a fim de vos fazermos homens de Sernancelhe nesta carta que edifica aqueles que o habitam, e que os torne iguais. É este o foro. (…)].

## História

### Primeiro foral
Neste período de fundação do Reino de Portugal (1096-1185), Sernancelhe recebeu o 12.º foral. É um dos 60 forais agregados no projeto “Forais da Fundação, Municípios de Portugal”, gizado pela Sociedade Histórica da Independência de Portugal como um dos pilares para celebrar a passagem dos 900 anos de Portugal. Em 26 de outubro de 2024, este foral faz 900 anos sobre a sua outorga. O foral foi dado por Egas Gosendes de Baião, um fidalgo, rico-homem e cavaleiro medieval português da casa de Baião. Foi um dos maiores barões portugalenses e dos que mais contribuíram para a independência de Portugal, distinguindo-se no Condado Portucalense, sob os governos do conde D. Henrique, da condessa-rainha D. Teresa e do infante D. Afonso Henriques.
Júlio Rocha e Sousa, na monografia “Forais da Vila de Sernancelhe”, conta com mais pormenores: “Teve a vila de Sernancelhe dois Forais, o Antigo dado por Egas Gudesendiz, notável homem rico de Riba Douro e de Sernancelhe e suas terras, que as teria herdado da sua primeira mulher Unisca Viegas, prima de Egas Moniz. Este foral o mandou executar, a 26 de outubro do ano de 1124 e veio a ser confirmado por D. Afonso II, no ano de 1220. Trata-se de um longo documento cujo original se encontra na Torre do Tombo no maço 12 dos forais Antigos n.º 3 fólios 23v e 24.”.
O Abade Vasco Moreira, ilustre sernancelhense, na sua obra “Terras da Beira – Cernancelhe e seu alfoz”, exalta o carácter avançado deste foral e dos direitos que consagrou: “Cernancelhe administrou-se, pois, durante muitos anos, pelo foral de Egas Gozende, com algumas interpolações introduzidas pelo uso e por outros diplomas secundários, e chegou a uma grande prosperidade. Esse foral, pelas suas disposições e pelos privilégios que concedia, era digno de um acurado estudo, mas não o comportam os limites deste livro. Muitas das liberdades pessoais e colectivas que as modernas instituições democráticas hoje consignam, já nele se encontram; e alguns dos Direitos do Homem, proclamados pela Revolução Francesa, entre os fumos das barricadas e os horrores do cadafalso, haviam sido ditados 668 anos antes, aos meus antigos conterrâneos, sem lhe serem arrancados pela revolução armada que tanto sangue e tantas vítimas deixou no seu caminho; mas foram outorgados generosamente ao principiar a restauração do Concelho que o sol da liberdade do Cristianismo  iluminava agora ao fim de muitos anos de captiveiro: «Placuit nobis pro bona pacis et voluntas ut faceremus a vobis homines de Cernonceli cartam que hedificare et habitare voluerit». [Agradou-nos, por amor à paz e à boa vontade, que fizéssemos para vós, homens de Sernancelhe, uma carta para quem quisesse edificar e habitar.]”.
Por seu turno, no livro “Igreja Românica de Sernancelhe”, Monsenhor Cândido de Azevedo enaltece a igualdade consagrada pelo foral aos cidadãos da terra, destacando-a como “um facto altamente significativo”. E explica: “É que o foral de Sernancelhe, de 1124, um dos mais extraordinários documentos jurídicos da nossa Idade Média, favorecia, igualava até, crentes e não crentes, ou cristã[o]s e não cristã[o]s, permitindo o enterramento nos mesmos lugares, isto é, como cemitério comuns. Isso se depreende também em caso de adultério ou infidelidade matrimonial, em que o tratamento era igual, quer se tratasse de matrimónio pela igreja, «cum benedictiones», quer de simples mancebia e casamento civil: «Si autem benedictiones nom habuerit et fugierit cum alio, similiter». [Mas se ele não tiver bênçãos e fugir com outra, aplica-se o mesmo.] Coexistiam, pois, crenças e práticas cristãs com outras de cariz pagão.”

### Confirmação e novo foral
O foral de Sernancelhe de 1124 foi confirmado em 1220 por D. Afonso II, o 3.º rei de Portugal. Mais tarde, Sernancelhe receberia novo foral, em 10 de fevereiro de 1514, concedido por D. Manuel I.
O pelourinho de Sernancelhe é posterior ao foral manuelino, tendo sido erigido em 1554.